# Shiqiaotou (köpinghuvudort i Kina, Zhejiang Sheng, lat 28,36, long 121,45)
Shiqiaotou (kinesiska: Shih-ch’iao-t’ou-shih, 石桥头, 石桥头镇) är en köpinghuvudort i Kina. Den ligger i provinsen Zhejiang, i den östra delen av landet, omkring 240 kilometer sydost om provinshuvudstaden Hangzhou. Antalet invånare är 17 674. Befolkningen består av 8 934 kvinnor och 8 740 män. Barn under 15 år utgör 14,0 %, vuxna 15-64 år 67 %, och äldre över 65 år 18,0 %.
Runt Shiqiaotou är det mycket tätbefolkat, med 1 177 invånare per kvadratkilometer. Närmaste större samhälle är Zeguo, 19,4 km nordväst om Shiqiaotou. Trakten runt Shiqiaotou består till största delen av jordbruksmark.
Genomsnittlig årsnederbörd är 2 153 millimeter. Den regnigaste månaden är juni, med i genomsnitt 331 mm nederbörd, och den torraste är januari, med 72 mm nederbörd.